# Michael Dartsch
Michael Dartsch (19. Januar 1964 in Mayen) ist ein deutscher Musikpädagoge, Violinist und Violinpädagoge.

## Leben
Michael Dartsch studierte an der Musikhochschule Köln allgemeine Musikerziehung, Instrumentalpädagogik Violine (bei Susanne Rabenschlag) sowie an der Folkwang-Hochschule Essen Violine (künstlerische Reifeprüfung bei Geoffry Wharton). An der Universität Köln studierte er Pädagogik, Psychologie sowie Musik und ihre Didaktik. Dort wurde er mit einer Studie zum Berufsfeld der Erzieherin promoviert.
Er arbeitete als Violinpädagoge und in der Elementaren Musikpädagogik an verschiedenen Musikschulen, als Lehrbeauftragter für Violine an der Universität Köln und trat überdies als Geiger und Barockgeiger hervor.
Seit 1996 bekleidet er eine Professur für Musikpädagogik an der Hochschule für Musik Saar. Dort leitet er seit 2008 den Studienbereich Musikerziehung. Seine Arbeitsschwerpunkte sind die elementare Musikpädagogik (EMP), Erziehungswissenschaft und Violindidaktik.
Michael Dartsch war bis 2015 Sprecher der „Arbeitsgemeinschaft der Leitenden musikpädagogischer Studiengänge“ (ALMS), arbeitet im „Arbeitskreis Elementare Musikpädagogik an Ausbildungsinstituten in Deutschland“ (AEMP) und ist seit 2007 im „Bundesfachausschuss Musikalische Bildung“ tätig. Er war Redakteur in der „Neuen Musikzeitung“ und ist Autor zahlreicher Zeitschriften- und Buchbeiträge. Darüber hinaus ist er in vielfältigen Bereichen der Erwachsenenbildung, der Fortbildung für Musikpädagogen, als Juror in Musikwettbewerben und als Gutachter tätig.
2005 erhielt er den Landespreis Hochschullehre des Saarlandes.

## Veröffentlichungen

### Schriften (Auswahl)
- Erzieherinnen in Beruf und Freizeit. Opladen 2001.
- Facetten elementarer Musikpädagogik (Hrsg., zusammen mit Juliane Ribke). Regensburg 2002.
- Gestaltungsprozesse erfahren – lernen – lehren (Hrsg., zusammen mit Juliane Ribke). Regensburg 2004.
- Der Geigenkasten. Materialien für den Violinunterricht. 3 Bände. Wiesbaden 2004–2007.
- Musizieren in der Schule – Modelle und Perspektiven der Elementaren Musikpädagogik (Hrsg., zusammen mit Barbara Stiller und Claudia Meyer). Regensburg 2010.
- Mensch, Musik und Bildung: Grundlagen einer Didaktik der Musikalischen Früherziehung. Wiesbaden 2010.
- Musik lernen – Musik unterrichten: Eine Einführung in die Musikpädagogik. Wiesbaden 2014.
- Musik im Vorschulalter. Regensburg 2014.

### Tonträger
- Sonaten für Klavier und Violine von Joseph Haydn. Telos (NAXOS Deutschland GmbH) 2009.